# Маршрутизація
Маршрутиза́ція (англ. Routing) — процес визначення маршруту прямування інформації між мережами. Маршрутизатор (або роутер від англ. router) приймає рішення, що базується на IP-адресі отримувача пакета. Для того, щоб переслати пакет далі, всі пристрої на шляху слідування використовують IP-адресу отримувача. Для прийняття правильного рішення маршрутизатор має знати напрямки й маршрути до віддалених мереж.
Є два типи маршрутизації:
- Статична маршрутизація — маршрути задаються вручну адміністратором.
- Динамічна маршрутизація — маршрути обчислюються автоматично за допомогою протоколів динамічної маршрутизації — RIP, OSPF, EIGRP, IS-IS, BGP, HSRP та ін., які отримують інформацію про топологію і стан каналів зв'язку від інших маршрутизаторів у мережі.

Оскільки статичні маршрути конфігуруються вручну, будь-які зміни мережної топології вимагають участі адміністратора для додавання і видалення статичних маршрутів відповідно до змін. У великих мережах підтримка таблиць маршрутизації вручну може вимагати величезних витрат часу адміністратора. У невеликих мережах це робити легше. Статична маршрутизація не має можливості масштабування, яку має динамічна маршрутизація через додаткові вимоги до налаштування і втручання адміністратора. Але й у великих мережах часто конфігуруються статичні маршрути для спеціальних цілей у комбінації з протоколами динамічної маршрутизації, оскільки статична маршрутизація є стабільнішою і вимагає мінімум апаратних ресурсів маршрутизатора для обслуговування таблиці.
Динамічні маршрути виставляються іншим чином. Після того, як адміністратор активізував і налаштував динамічну маршрутизацію за одним з протоколів, інформація про маршрути оновлюється автоматично в процесі маршрутизації після кожного отримання з мережі нової інформації про маршрути. Маршрутизатори обмінюються повідомленнями про зміни у топології мережі в процесі динамічної маршрутизації.

## Протоколи
Протокол маршрутизації (RIP, OSPF, IGRP, EIGRP, IS-IS, BGP, HSRP тощо) може працювати тільки з пакетами, які належать до одного з маршрутизованих протоколів, наприклад, IP, IPX чи AppleTalk.